# Daniel Leduc
Pour les articles homonymes, voir Leduc.
Daniel Leduc, né à Paris le 30 juillet 1950, est un écrivain et poète français.
Il a fait des études supérieures de cinématographie.
Il a publié une centaine de nouvelles dans divers magazines et journaux tant français qu'étrangers. Il a collaboré à de nombreuses revues de poésie et a été traduit dans une dizaine de langues. De même, il a exercé des activités de critique littéraire, artistique ou cinématographique.

## Publications
- La Respiration du monde, éditions Arcam, 1988.
- Au fil trame des jours, éditions La Vague à l'âme, 1991.
- L'Homme séculaire, éditions L'Harmattan, 1993.
- Le Chant du verbe (préface de Serge Brindeau), éditions L'Harmattan, 1995.
- Territoire du poème (préface de Werner Lambersy), éditions La Bartavelle, 1996.
- Enseignement de l'aube (préface de Jean Rousselot, avec sept dessins originaux de RV Miloux), éditions Editinter, 1997.
- Le Livre des nomades (préface de Jean-Claude Villain), Verlag Im Wald (Allemagne), 1997. édition bilingue français-allemand, traduction en allemand de Rüdiger Fischer, dessins originaux de Bertrand Sylvestre. Réédition Biliki, 2002.
- Le Livre des tempêtes, éditions L'Harmattan, 1997.
- De l'aube, éditions Empreintes, 1997. Ouvrage d'art à tirage limité. Avec huit eaux-fortes en couleurs de Bernadette Planchenault.
- Une source puis une autre, éditions L'Harmattan, 1999.
- Un rossignol sur le balcon, éditions Le Dé Bleu (collection Le Farfadet bleu), 1999. Illustrations de Patrice Mazoué. Repris par les éditions Cadex en 2009.
- Silence des pierres, éditions La Bartavelle, 2000.
- La Respiration des jours, éditions L'Harmattan, 2002.
- Le Livre de l'ensoleillement, éditions N et B, 2003.
- Partage de la parole, suivi de Partage de la lumière (texte de présentation de Vénus Khoury-Ghata), éditions L'Harmattan, 2003.
- Poétique de la parole, éditions L'Harmattan, 2005.
- Pierre de lune, éditions L'Harmattan (collection Contes des quatre vents), 2006. édition bilingue français-arabe, traduction de Mahi Seddik Meslem, illustrations couleurs d'Edouard Lekston.
- Grandole le géant, éditions L'Harmattan, 2006. Illustrations noir et blanc de Joanna Konatowicz.
- Quelques traces dans le vent (préface de Pierre Dhainaut), éditions L'Harmattan, 2007. Couverture originale de Lebadang.
- L'homme qui regardait la nuit, éditions L'Harmattan (collection La légende des mondes), 2007. édition bilingue français-arabe, traduction de Mahi Seddik Meslem.
- Le Miroir de l'eau, éditions L'Harmattan (collection Contes des quatre vents), 2007. édition bilingue français-arabe, traduction de Mahi Seddik Meslem, illustrations en couleurs de Virginie Marques de Souza.
- Aux Fils du Temps, éditions L'Harmattan (collection Ecritures), nouvelles, 2008.
- La terre danse avec toi, éditions L'Epi de Seigle, 2008. Poèmes pour la jeunesse.
- Le chemin qui serpentait sous les nuages, (préface de Charles Dobzynski), éditions de l'Atlantique, 2011. Tirage limité et numéroté, accompagné d'une encre originale de Silvaine Arabo.
- Sous la coupole spleenétique du ciel, éditions L'Harmattan, 2013.

## Distinctions
- 1988 : Prix du Syndicat des journalistes et écrivains, pour La Respiration du monde
- 1993 : Prix René-Lyr, décerné par l’Association des écrivains belges, pour L'Homme séculaire
- 2008 : Naji Naaman's Literary Prize (Liban)